# Peter Cornelius
Este artículo trata sobre el compositor; para el pintor, véase Peter von Cornelius.
Carl August Peter Cornelius (Maguncia, 24 de diciembre de 1824 - Maguncia, 26 de octubre de 1874) fue un compositor, poeta y traductor alemán.
Cornelius tocó el violín y compuso lieder desde muy joven. Empezó sus estudios de composición en 1841 con Heinrich Esser. Cornelius vivió en Berlín con su tío paterno, el famoso pintor Peter von Cornelius entre 1844 y 1852. Durante este tiempo conoció a importantes personalidades de la época, como a Alexander von Humboldt, los Hermanos Grimm, Friedrich Rückert o Felix Mendelssohn. Durante sus últimos años en Berlín, Cornelius escribió críticas sobre música en los periódicos y trabó amistad con Joseph von Eichendorff, Paul Heyse y Hans von Bülow.
Compuso en Weimar, entre 1852 y 1858, sus primeras obras importantes (entre otras, la ópera Der Barbier von Bagdad, esto es, El barbero de Bagdad). Después, se trasladó a Viena, donde permaneció cinco años. Allí inició su amistad con Richard Wagner y, precisamente por su iniciativa, se trasladó a Múnich en 1864, donde se casó y tuvo cuatro hijos.
En 1866, dio clases en Múnich al joven compositor húngaro-croata Ödön Mihalovich (1842-1929).
El compositor alemán Eduard Lassen puso música a poemas de Cornelius.

## Óperas
- Der Barbier von Bagdad. Es una ópera cómica en dos actos, con libreto del propio compositor basado en varios relatos de Las mil y una noches. El propósito inicial de Cornelius era componerla en un único acto, pero por consejo de Franz Liszt (su amigo y mentor en Weimar) la alargó hasta los dos actos. En esta obra se aprecia la influencia musical de su gran amigo Hector Berlioz, especialmente en los momentos cómicos, que parecen inspirados en los de la ópera Benvenuto Cellini,[1] obra que conocía al detalle porque preparó la partitura para que Liszt interpretara la ópera en Weimar en 1856.[2] A diferencia de otras obras del género cómico alemán, Der Barbier von Bagdad no tiene partes habladas y está por entero cantada. El estreno de esta ópera en el Hoftheater de Weimar el 15 de diciembre de 1858[3] estuvo acompañada de un gran escándalo por las protestas del público contra el director, Franz Liszt. Este presentó tras la función su renuncia como kapellmeister de la corte. Tanto Liszt como Cornelius abandonaron Weimar. Tras este fracaso, la ópera no se volvió a tocar en vida del compositor.
- Der Cid (1865), drama lírico en tres actos basado en Le Cid de Pierre Corneille.[4] La figura de Rodrigo Díaz de Vivar era muy popular en Alemania después de que Herder diera a conocer el romancero español.[5] Cornelius trató de apartarse en esta obra de la influencia musical de Richard Wagner para buscar un estilo propio.[2]
- Gunlöd, basada en los edda de la mitología nórdica, quedó incompleta por la muerte del autor. C. Hoffbauer y Eduard Lassen se encargaron de completarla y se estrenó en Weimar en 1891.[6]